# Miguel Sandoval
Miguel Sandoval Ronaldo Verteza (Washington D. C.; 16 de noviembre de 1951) es un actor estadounidense de origen hispano. El papel que más popularidad le ha brindado es el de Manuel Devalos en la serie Medium, aunque también ha participado en películas como Peligro inminente, con Harrison Ford, donde realiza el papel de Ernesto Escobedo, un narco colombiano, jefe de un poderoso cartel de la droga.

## Filmografía

### Representaciones cinematográficas
| Obra fílmica de Miguel Sandoval | Obra fílmica de Miguel Sandoval                      | Obra fílmica de Miguel Sandoval      | Obra fílmica de Miguel Sandoval                     |
| Año                             | Título                                               | Papel                                | Notas                                               |
| ------------------------------- | ---------------------------------------------------- | ------------------------------------ | --------------------------------------------------- |
| 1982                            | El jinete del tiempo                                 | Emil                                 | Debut en el papel cinematográfico                   |
| 1984                            | Repo Man                                             | Archie                               | Como Michael Sandoval                               |
| 1986                            | Derechos al infierno                                 | George                               |                                                     |
| 1986                            | Sid y Nancy                                          | Record Company Executive             |                                                     |
| 1986                            | Howard... un nuevo héroe                             | Bar Entertainment Supervisor         |                                                     |
| 1987                            | Walker (Una historia verdadera)                      | Parker French                        |                                                     |
| 1989                            | Haz lo correcto                                      | Officer Mark Ponte                   |                                                     |
| 1991                            | Fiebre salvaje                                       | Officer Mark Ponte                   |                                                     |
| 1991                            | Ricochet                                             | Vargas / Drug Dealer                 |                                                     |
| 1992                            | White Sands                                          | FBI Agent Ruiz                       |                                                     |
| 1992                            | Death and the Compass                                | Treviranus                           | Originalmente emitido como película para televisión |
| 1993                            | Parque Jurásico                                      | Juanito Rostagno                     |                                                     |
| 1994                            | Death Wish V: The Face of Death                      | Lieutenant Hector Vasquez            |                                                     |
| 1994                            | Clear and Present Danger                             | Ernesto Escobedo                     |                                                     |
| 1995                            | Get Shorty                                           | Mr. Escobar                          |                                                     |
| 1995                            | Fair Game                                            | Emilio Juantorena                    |                                                     |
| 1996                            | Up Close & Personal                                  | Dan Duarte                           |                                                     |
| 1996                            | Con cariño desde el cielo                            | Paco                                 |                                                     |
| 1998                            | Where's Marlowe?                                     | Skip Pfeiffer                        |                                                     |
| 1998                            | Three Businessmen                                    | Bennie Reyes                         |                                                     |
| 2000                            | Things You Can Tell Just by Looking at Her           | Sam                                  |                                                     |
| 2000                            | Panic                                                | Detective Larson                     |                                                     |
| 2000                            | Flight of Fancy                                      | Frank                                |                                                     |
| 2000                            | The Crew                                             | Raul Ventana / Drug Lord             |                                                     |
| 2000                            | Air Bud: World Pup                                   | Coach Montoya                        |                                                     |
| 2001                            | Blow                                                 | Augusto Oliveras                     |                                                     |
| 2001                            | Human Nature                                         | Wendall / The Therapist              |                                                     |
| 2002                            | Collateral Damage                                    | FBI Agent Joe Phipps                 |                                                     |
| 2002                            | Ballistic: Ecks vs. Sever                            | FBI Agent Julio Martin               |                                                     |
| 2005                            | Nine Lives                                           | Deputy Sheriff Ron                   |                                                     |
| 2005                            | Marilyn Hotchkiss' Ballroom Dancing and Charm School | Matthew Smith                        |                                                     |
| 2005                            | Crazylove                                            | Bill Johansen                        |                                                     |
| 2005                            | Tortilla Heaven                                      | Gil Garcia                           |                                                     |
| 2008                            | Guerra de vinos                                      | Mr. Garcia                           |                                                     |
| 2008                            | Despachos desde Nicaragua                            | Él mismo                             | Documentary about the filming of Walker             |
| 2009                            | Repo Chick                                           | Arizona Gray                         |                                                     |
| 2009                            | Brüno                                                | Él mismo                             |                                                     |
| 2009                            | Tales of Masked Men                                  | Narrador (voz)                       |                                                     |
| 2011                            | Real Steel                                           | Judge                                | Uncredited                                          |
| 2013                            | Oculus                                               | Dr. Shawn Graham                     |                                                     |
| 2014                            | The Book of Life                                     | Land of the Remembered Captain (voz) |                                                     |
| 2016                            | Eternity Hill                                        | Dr. Elias                            |                                                     |
| 2016                            | Blood Father                                         | Arturo Rios                          |                                                     |
| 2022                            | The Grotto                                           | Richie                               |                                                     |

### Actuaciones de televisión
| Obra televisiva de Miguel Sandoval | Obra televisiva de Miguel Sandoval           | Obra televisiva de Miguel Sandoval              | Obra televisiva de Miguel Sandoval |
| Año                                | Título                                       | Papel                                           | Notas |
| ---------------------------------- | -------------------------------------------- | ----------------------------------------------- | --- |
| 1982                               | Voyagers!                                    | Ned Dawson                                      | Episodio: "Bully and Billy" Como Michael Sandoval |
| 1984                               | Remington Steele                             | ER Doctor                                       | Episodio: "Steele Eligible" |
| 1984                               | Fatal Vision                                 | MP In Jeep                                      | Miniseries |
| 1985                               | Badge of the Assassin                        | Francisco Torres                                | Película para televisión Como Michael Sandoval |
| 1986                               | Hotel                                        | Reportero #1                                    | Episodio: "Promises to Keep" |
| 1988                               | St. Elsewhere                                | Mr. Heath                                       | Episodio: "Requiem for a Heavyweight" |
| 1989                               | Hunter                                       | Augustine Rojas                                 | Episodio: "Partners" |
| 1989                               | From the Dead of Night                       | Duty Officer                                    | Película para televisión |
| 1990                               | Doogie Howser, M.D.                          | Eye Doctor                                      | Episodio: "Vinnie's Blind Date" |
| 1990                               | Matlock                                      | Carlos 'Carl' Berman                            | Episodio: "Nowhere to Run" |
| 1990                               | Dangerous Passion                            | Sergeant Hidalgo                                | Television film |
| 1990                               | D.E.A.                                       | Rafael Cordera                                  | Episodio: "Moving Mary Jane" Episodio: "MethLab" Episodio: "Bloodsport" Episodio: "Prime Mover" Episodio: "Jumping the Trampoline" Episodio: "Aftermath" |
| 1992                               | L.A. Law                                     | Alvaro Campos                                   | Episodio: "I'm Ready for My Closeup, Mr. Markowitz" |
| 1992                               | Civil Wars                                   | Judge Felix Silva-Pures                         | Episodio: "Below the Beltway" |
| 1992                               | The Golden Palace                            | Ramone                                          | Episodio: "Seems Like Old Times: Part 2" |
| 1992                               | Renegade                                     | Hector Ortega                                   | Episode: "Partners" |
| 1993                               | Lois & Clark: The New Adventures of Superman | Eduardo Friez                                   | Episode: "The Man of Steel Bars Episode: "I'm Looking Through You" |
| 1995                               | The Marshal                                  | Lester Villa-Lobos / Marshal Lester Villa-Lobos | Episode: "Gone Fishing" Protection" |
| 1996                               | Home Improvement                             | Mr. Jennings                                    | Episode: "High School Confidentia" |
| 1996                               | The West                                     | Himself (voice)                                 | Miniseries Documentary Episode: "Empire Upon The Trails (1806-1848)" Episode: "The People (1500-1806)" |
| 1996                               | Murder One                                   | Roberto Portalegre                              | Episode: "Chapter Twenty-Three" Episode: "Chapter Seventeen" Episode: "Chapter Eleven" |
| 1996                               | L.A. Firefighters                            | Arson Investigator Bernie Ramirez               | Episode: "The Big One Episode: "Twenty Devils" Episode: "The Match" Episode: "So What Else Happened" Episode: "Love Me Do" Episode: "Deadly Cargo" Episode: "Fuel and Spark" Episode: "A Mad Tea Party" Episode: "Curiouser and Curiouser" Episode: "The Fire Down Below" Episode: "It's a Family Affair" Episode: "Till Death Do Us Part" Episode: "L.A. Fire"      |
| 1997                               | Players                                      | General Simon Lott                              | Episode: "Rashocon" Episode: "Con Amore" |
| 1997-98                            | Seinfeld                                     | Marcelino                                       | Episode: "The Finale" Episode: "The Little Jerry" |
| 1998                               | Frasier                                      | Mr. Martin                                      | Episode: "Sweet Dreams" |
| 1999                               | Superman: The Animated Series                | Doctor #2 (voice)                               | Episode: "Unity" |
| 1999-2000                          | Batman Beyond                                | Dr. Blades / Bennie / Mendez (voice)            | Episode: "Untouchable" Episode: "Once Burned" Episode: "Ascension" |
| 2000-01                            | Level 9                                      | Santoro Goff                                    | Episode: "It's Magic" Episode: "Reboot" |
| 2000-05                            | Jackie Chan Adventures                       | 'El Toro' Fuerte                                | Episode: "The Powers That Be: Part 2" Episode: "Ninja Twilight" Episode: "The J-Tots" Episode: "Fright Fight Night" Episode: "Attack of the J-Clones" Episode: "A Jolly J-Team X-Mas" Episode: "Aztec Rat Race" Episode: "Re-Enter the J Team Demon World: Part 2" Episode: "The Curse of El Chupacabra" Episode: "The J-Team" Episode: "The Mask of El Toro Fuerte" |
| 2000                               | Static Shock                                 | Principal Aguilar (voice)                       | Episode: "The New Kid" |
| 2001                               | Wild Iris                                    | Ramando Galvez                                  | Television film |
| 2001                               | 7th Heaven                                   | Ramon Reyes                                     | Episode: "Lost" Episode: "Ay Carumba" |
| 2001                               | Alias                                        | Anthony Russek                                  | Episode: "Spirit" Episode: "Mea Culpa" Episode: "A Broken Heart" |
| 2001                               | The X-Files                                  | Martin Ortega                                   | Episode: "Vienen" |
| 2001                               | The West Wing                                | Victor Campos                                   | Episode: "Ways and Means" |
| 2002                               | Gotta Kick It Up!                            | Principal Zavala                                | Television film |
| 2003                               | Kingpin                                      | Tio Beto                                        | Episode: "Gimme Shelter" Episode: "El Velorio" |
| 2003                               | 10-8: Officers on Duty                       | Captain Otis Briggs                             | Episode: "Wild and the Innocent Episode: "Love Don't Love Nobody Episode: "Gypsy Road Episode: "Flirtin' with Disaster Episode: "The Wild Bunch Episode: "Gimme Shelter Episode: "Late for School Episode: "Mercy, Mercy Me Episode: "Blood Sugar Sex Magik Episode: "Badlands Episode: "Gun of a Son Episode: "A Hard Day's Night Episode: "Brothers in Arms"       |
| 2005-11                            | Medium                                       | D.A. Manuel Devalos / General                   | 130 episodes |
| 2010                               | Entourage                                    | Carlos                                          | Episode: "One Last Shot Episode: "Porn Scenes from an Italian Restaurant Episode: "Sniff Sniff Gang Bang Episode: "Tequila and Coke Episode: "Tequila Sunrise" |
| 2011                               | Metro                                        | Felix Álvarez                                   | Television film |
| 2011                               | Bad Mom                                      | Vagner                                          | Television film |
| 2012-19                            | Grey's Anatomy                               | Captain Pruitt Herrera / Hank                   | Episode: "Let's All Go to the BarI" Episode: "Was Made for Lovin' You" Guest role |
| 2013                               | The Surgeon General                          | Senator Nortega                                 | Television film |
| 2014-15                            | Bad Judge                                    | Judge Hernandez                                 | Episode: "Case Closed" Episode: "Lockdown" Episode: "Naked and Afraid" Episode: "The Fixer" Episode: "Face Mask Mom" Episode: "The Cat's Out of the Bag" Episode: "Communication Breakdown" Episode: "What Is Best in Life?" Episode: "Judge and Jury" Episode: "Knife to a Gunfight" Episode: "One Brave Waitress" Episode: "Meteor Shower" Episode: "Pilot"        |
| 2014                               | Dallas                                       | 'El Pozolero'                                   | Episode: "Brave New World" Episode: "Endgame" Episode: "Victims of Love" |
| 2016                               | Dirk Gently's Holistic Detective Agency      | Colonel Scott Riggins                           | Episode: "Two Sane Guys Doing Normal Things" Episode: "Very Erectus" Episode: "Watkin" Episode: "Rogue Wall Enthusiasts" Episode: "Lost & Found" Episode: "Horizons" |
| 2017                               | Graves                                       | El Terrón                                       | Episode: "Spark Meet Gasoline" |
| 2018-20                            | Station 19                                   | Captain Pruitt Herrera                          | Main role |
| 2018                               | Sharp Objects                                | Frank Curry / Frank Curry (voice)               | Episode: "Milk" Episode: "Falling" Episode: "Cherry" Episode: "Closer" Episode: "Ripe" Episode: "Fix" Episode: "Dirt" Episode: "Vanish" |
| 2022                               | Barry                                        | Fernando                                        | Episode: "candy asses" Episode: "all the sauces" Episode: "ben mendelsohn" Episode: "limonada" |

### Video games performances
| Actuaciones de videojuegos | Actuaciones de videojuegos   | Actuaciones de videojuegos | Actuaciones de videojuegos |
| Año                        | Título                       | Rol de voz                 | Referencias                |
| -------------------------- | ---------------------------- | -------------------------- | -------------------------- |
| 2006                       | Scarface: The World Is Yours | Nacho Contreras (voice)    | [ 1 ]                      |

### Actuaciones la web
| Obra web Miguel Sandoval | Obra web Miguel Sandoval | Obra web Miguel Sandoval | Obra web Miguel Sandoval | Obra web Miguel Sandoval |
| Año                      | Título                   | Papel                    | Notas | Referencias              |
| ------------------------ | ------------------------ | ------------------------ | --- | ------------------------ |
| 2020-2021                | Solar Opposites          | Enrique (voice)          | Episode: "The Apple Pencil Pro" Episode: "The Emergency Urbanizer" Episode: "The Earth Eraser" Episode: "Terry and Korvo Steal a Bear" Episode: "The Lavatic Reactor" Episode: "The Quantum Ring" | [ 2 ] [ 3 ]              |